# ライト・トゥ・ドリーム・アカデミー
ライト・トゥ・ドリーム（英語: Right to Dream）は、ガーナのサッカーアカデミー。

## 歴史
1999年、マンチェスター・ユナイテッドFCのアフリカ部門スカウト長のトム・ヴァーノンによって設立された。当初からトップチームを持たない方針で、初めはヴァーノンの自宅で始めた。スタッフの多くは無給で行っていた。
2004年に米国のボーディングスクールと提携した。
2010年にアコソンボの南に新たに施設を建設した。
2013年にはブリーチャー・レポートによってサッカーの下部組織として世界15位にランキングされた。また同年には女子部門も開かれ、女子部門のアカデミーはアフリカでは初めての物となった。2014年にはセコンディ・タコラディに学校も開いた。
翌2015年にFCノアシェランの下部組織になった。2018年と2019年はJリーグインターナショナルユースカップにも参加した。
2021年にマンスール・グループが買収した。

## 卒業生
ヨーロッパやガーナ代表でプレーするような選手も輩出している。それ以外の卒業生にも英米の高校や大学に進学する者がいる。
- モハメド・クドゥス
- ヨー・イェボアー
- トーマス・アギェポン